# Наґаї Томоко
Наґаї Томоко (10 травня 1981) — японська плавчиня.
Учасниця Олімпійських Ігор 2004 року.
Призерка Чемпіонату світу з водних видів спорту 2001 року.
Призерка Пантихоокеанського чемпіонату з плавання 2002 року.